# Crt
CRT — стандартний модуль мови програмування Pascal. Він містить в собі стандартні процедури та функції, котрі дозволяють працювати з клавіатурою, монітором та системним динаміком.

## Ініціалізація
Uses Crt;

## Стандартні процедури та функції
KeyPressed

ReadKey
ClrScr — очищення екрану (вікна), та перенесення курсору на початок верхнього рядка.

Delay

DelLine

GotoXY

Sound

NoSound

TextBackGround

TextColor

TextMode

Window